# Leoben
Leoben (německy  leˈoːbn̩, česky Lubno) je rakouské okresní město ve spolkové zemi Štýrsko. Žije zde přibližně 25 tisíc obyvatel. Je druhým největším městem Štýrska.

## Geografie
Leží na řece Muře, na jižním úpatí Ennstalských Alp, v nadmořské výšce 541 m, 46 km severozápadně od Grazu.

## Historie
Přední historik Přemyslovské doby prof. Josef Žemlička spojuje ve své práci Přemysl Otakar II. král na rozhraní věků (str. 170) založení města s tímto velkým českým králem:  "Ryzích Otakarových fundací třetí čtvrtiny 13. století není mnoho (myšleno v Rakousku). Mezi nimi Bruck an der Mur... K dalším Otakarovým městům patří Leoben, Marchegg a s otazníkem Radkersburg."
Leoben je univerzitním městem – sídlí zde Montanuniversität Leoben.

Ve zdejším pivovaru Göss se vyrábí v Rakousku oblíbené pivo Gösser.

## Politika

### Starostové
- 1935 do 1938: Anton Kolmayr
- 1938 do 1939: Josef Gogg
- 1939 do 1945: Anton Wolfbauer, úřadující starosta (Amtsbürgermeister)
- 1946 do 1965: Gottfried Heindler
- 1965 do 1985: Leopold Posch
- 1985 do 1994: Reinhold Benedek
- 1994 do 2014: Matthias Konrad
- od roku 2014: Kurt Wallner

## Osobnosti města
- Martin Weinek (* 1964), herec (Komisař Rex)
- Hannes Arch (1967–2016), akrobatický letec
- Egon Kapellari (* 1936), římskokatolický biskup
- Alois Maier-Kaibitsch (1891–1958), korutanský funkcionář NSDAP, válečný zločinec
- Franz Freiherr Mayr von Melnhof (1854–1893), průmyslník
- Nikolaus Mayr-Melnhof (* 1978), automobilový závodník
- Andreas Mölzer (* 1952), politik (FPÖ) a novinář
- Wilfried Morawetz (1951–2007), profesor, botanik
- Josef Oberegger (1896–1969), hutník a politik
- Michael Ostrowski (* 1973), herec
- Koloman Wallisch (1889–1934), sociálnědemokratický vůdce dělníků, v roce 1934 v Leobenu popraven

## Partnerská města
- Sü-čou, Čína, 1994 [2]